# Praia das Quatro Águas
A Praia das Quatro Águas é uma praia marítima do concelho de Tavira. Localiza-se na Ilha de Tavira, entre a Praia da Ilha de Tavira e a Praia da Terra Estreita. Pouco frequentada, não dispõe de apoios de praia durante o período balnear. A prática naturista é tolerada. Faz parte do Parque Natural da Ria Formosa.